# 行橋站
行橋站（日语：／ Yukuhashi eki */?）是位於福岡縣行橋市西宮市二丁目，九州旅客鐵道（JR九州）日豐本線和平成筑豐鐵道田川線的車站。車站編號為JF10（JR九州）和HC31（平成筑豐鐵道）。

## 概要
車站位於福岡縣東部位置，為京築地區的中心都市，行橋市的代表車站，除了九州七星號列車外所有旅客列車停站。
此站設有兩條路線駛入，包括JR九州日豐本線和平成筑豐鐵道田川線。田川線以此站為起點。
JR行橋站的事務管號碼為▲920505。

## 歷史

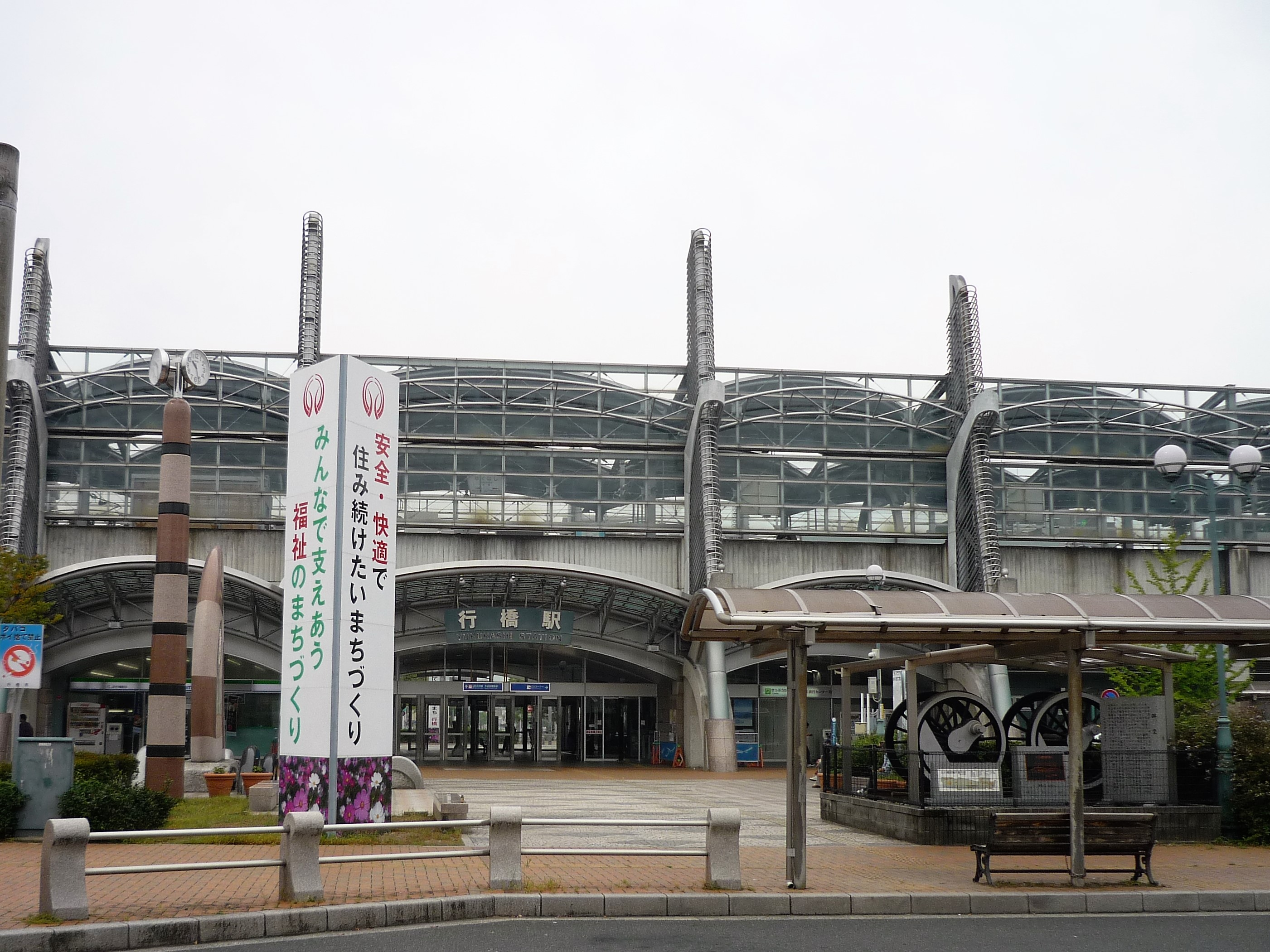
東出口車站大樓

- 1895年（明治28年）8月15日 - 第一代豐州鐵道（日语：豊州鉄道）車站啟用[2]。
在一些資料說明在行橋站啟用前曾經是由行事站改名而成，但是也有資料說明兩站是不一樣的[5]
- 1901年（明治34年）9月3日 - 豐州鐵道被第一代九州鐵道收購[6]。
- 1907年（明治37年）7月1日 - 豐州鐵道被國有化，成為帝國鐵道廳車站[7]。
- 1909年（明治42年）
  - 10月2日 - 此站至伊田站至添田站之間命名為田川線。
  - 10月12日 - 小倉至柳浦站之間命名為豐州本線[8]。
- 1932年（昭和7年）12月6日 - 小倉至鹿兒島站之間全線開通，豐州本線改名為日豐本線[9]。
- 1965年（昭和40年）10月1日 - 小倉至行橋站之間成為雙線鐵路[2]。
- 1966年（昭和41年）10月1日 - 小倉至新田原站之間電氣化[2]。
- 1987年（昭和62年）4月1日 - 伴隨國鐵分割民營化，車站由九州旅客鐵道（JR九州）營運[10]。
- 1989年（平成元年）10月1日 - 田川線轉讓至平成筑豐鐵道[2]。
- 1992年（平成4年）10月22日 - 開始車站高架化工程[2]。
- 1998年（平成10年）
  - 5月24日 - 平成筑豐鐵道高架化[11]。
  - 7月19日 - 日豊本線上り線が高架化[11]。
- 1999年（平成11年）8月28日 - 車站高架化工程完成[12]。
- 2009年（平成21年）
  - 3月1日 - 此站可以使用IC卡「SUGOCA」[13]。
  - 4月1日 - 平成筑豐鐵道車站加入副站名「youme Town（日语：ゆめタウン）」[14][15]。
- 2018年（平成30年）3月30日 - 行橋站旅行中心結業。
- 2018年 (平成30年) 　平成筑豐鐵道取消副站名「youme Town」。
- 2019年 10月1日 - 平成筑豐鐵道全線引入車站編號。

## 車站構造
車站是一座高架車站，設有2面4線的島式月台，而其中在4號月台近中津方向處設有1線缺口式月台，共有2面5線的月台。2面4線的月台是讓JR九州使用，而缺口式月台是讓平成筑豐鐵道。在平成筑豐鐵道線月台中沒有閘口，在月台上設有平成筑豐鐵道與JR轉乘閘口，在車站地面大堂也設有閘口。JR售票處只設於地面大堂，而平成筑豐鐵道設於地面大堂與平成筑豐鐵道月台上。
此站是JR九州直營車站，設有綠色窗口。而平成筑豐鐵道轉乘閘口由JR九州服務支援負責閘口業務。所有閘口處均設置自動閘機。JR九州車站可以使用「SUGOCA」IC卡，以及可以與SUGOCA互相使用的交通系IC卡。車站內設有SUGOCA增值機與可購買SUGOCA（只限不記名SUGOCA）。
在車站內設有旅行中心、ATM、汽車租賃處與便利店。

### 月台
| 月台 | 路線                | 上下行 | 方向                 | 備註                            |
| ---- | ------------------- | ------ | -------------------- | ------------------------------- |
| 1・2 | JR日豐本線          | 下行   | 中津、大分、宮崎方向 |                                 |
| 3・4 | JR日豐本線          | 上行   | 小倉、黑崎、博多方向 | 部分從此站出發的列車使用1號月台 |
| 5    | ■平成筑豐鐵道田川線 | -      | 田川伊田、直方方向   |                                 |

## 車站便當
- 在2006年9月尾前，於車站內（閘口外）設有直營小松商店售賣車站便當。
  - 雞鬆三色飯便當（日语：かしわめし弁当）
  - 四季之味
  - 口蝦蛄壽司（10月至5月之間售賣，需預約）
  - 上等便當
  - 周防灘之Kahori
  - 幕之內便當

## 使用狀況

### JR九州
在2018年（平成30年）度，1日平均乘車人次為6,233人，在JR九州車站中排第30名。而在日豐本線車站中，僅次於下曾根站為第3多乘客使用的車站。
| 年度   | 1日平均 乘車人次 |
| ------ | ---------------- |
| 2000年 | 7,325            |
| 2001年 | 7,230            |
| 2002年 | 7,033            |
| 2003年 | 7,008            |
| 2004年 | 6,953            |
| 2005年 | 6,909            |
| 2006年 | 6,863            |
| 2007年 | 6,817            |
| 2008年 | 6,807            |
| 2009年 | 6,520            |
| 2010年 | 6,652            |
| 2011年 | 6,661            |
| 2012年 | 6,633            |
| 2013年 | 6,730            |
| 2014年 | 6,468            |
| 2015年 | 6,503            |
| 2016年 | 6,381            |
| 2017年 | 6,369            |
| 2018年 | 6,233            |
|        |                  |
| 2023   | 5,426            |

### 平成筑豐鐵道
- 在2018年度，1日平均上落車人次為808人[20]。
- 在2019年度，1日平均上落車人次為808人[20]。

## 車站周邊
- 福岡縣道211號線（行橋站前通）（日语：福岡県道211号行橋停車場線）
- Humming通
- 惠比壽通商店街
- 國道496號（日语：国道496号）
- 福岡縣道28號線（舊國道10號）（日语：福岡県道28号直方行橋線）
- 福岡縣道246號線（市役所通）（日语：福岡県道246号沓尾大橋線）
- 行橋市政廳
- 行橋西宮市郵局
- 行橋天主教幼稚園
- 京都酒店
- 行橋大橋郵局
- 行事保育所
- 福岡地方檢察廳（日语：福岡地方検察庁）行橋分部
- 福岡縣警行橋警署（日语：行橋警察署）
- 行橋站前派出所
- 行橋稅務署
- 行橋簡易裁判所（日语：行橋簡易裁判所）
- 行橋市立行橋小學
- 行橋市立行橋中學
- 日本郵政行橋郵局（日语：行橋郵便局）
- 淨喜寺
- 豐前國分寺遺址（日语：豊前国分寺跡）
- 正八幡神社（日语：正八幡神社 (行橋市神田町)）
- youme Town行橋（日语：ゆめタウン行橋）
  - 保險廣場youme Town行橋店
- 福岡京築農業協同組合（日语：福岡京築農業協同組合）營農經濟總部
- 福岡縣立京都高等學校（日语：福岡県立京都高等学校）
- EDION（日语：エディオン）行橋店
- 最好電器行橋店
- youme Mart（日语：ゆめマート）行橋站前
- 藥品11（日语：ドラッグイレブン）行橋店
- FamilyMart安川通店
- COSTA行橋（日语：コスタ行橋）
- 安川電機行橋工場
- Cosmate行橋
- 京都看護専門學校
- 西鐵巴士北九州（日语：西鉄バス北九州） 行橋自動車營業所（日语：西鉄バス北九州・行橋自動車営業所）
- 須佐神社
- 福岡銀行行橋分店
- 福岡中央銀行（日语：福岡中央銀行）行橋分店
- 福岡響信用金庫（日语：福岡ひびき信用金庫）行橋分店
- 西日本城市銀行行橋分店
- 九州營動金庫（日语：九州労働金庫）行橋分店
- 田川信用金庫（日语：田川信用金庫）行橋分店
- 行橋中央醫院

## 巴士路線
車站前（東出口、西出口）設有太陽交通巴士路線，前往行橋市內各地、苅田町、京都町、築上町方向。
車站前沒有西鐵巴士巴士站，最近的巴士站位於車站東邊約600米，縣道28號上，巴士站名為「行橋站前通」。該巴士站設有行橋營業所的路線，設有經苅田町前往北九州市，以以行橋市的一般巴士路線，也設有連接福岡市與行橋市的高速巴士。
- 車站東口（太陽交通）
  - 行事線：行事 → 西工大站 → 小波瀨醫院
  - 蓑島線：市政廳前 → 文久 → 蓑島
  - 白川線：白川農協 → 谷
  - 長井線：市政廳前 → 長井 → 稻童 → JR新田原站
  - 椿市線：椿市 → 下崎
  - 郡界線：西鐵營業所前 → 辻垣 → JR新田原站 → 郡界 → 工業團地・築城站・Lumiere・稻童漁港
  - 前田丘線：前田丘
  - 香春線：中津熊 → 黑田 → 新町入口 → 香春町公所
  - 矢留線：COSTA行橋（日语：コスタ行橋） → 矢留神社前
  - 豐津線：西鐵營業所前 → 豐津分所 → 木井馬場
  - 矢留線：市政廳
  - 蓑島線、郡界線、香春線、關津線：youme Town（日语：ゆめタウン行橋）
  - 新町線部分班次
- 車站西出口（太陽交通）
  - 新町線：youme Town → 宮之杜 → 新町入口
  - 行事線、前田丘線所有班次（路線以西出口為起終點站）
  - 蓑島線、郡界線、香春線、矢留線、豐津線部分班次
- 行橋站前通、行橋營業所（西鐵巴士北九州（日语：西鉄バス北九州））
  - 高速：苅田站前 → 津田 → 小倉東交匯處（日语：小倉東インターチェンジ） → 西鐵天神高速客運總站
  - 19：苅田站 → 朽網站 → 下曾根站前 → 寺迫口 → 九州勞災醫院（日语：九州労災病院）

## 相鄰車站
九州旅客鐵道
日豐本線
- 特急「日輪」「日輪喜凱亞」「音速」停車站。

■快速（只設上行班次）
城野站（JF04）←行橋（JF10）←築城
■普通
小波瀨西工大前（JF09）－行橋（JF10）－南行橋
平成筑豐鐵道
■田川線
行橋（HC31）－令和COSTA行橋（HC30）

## 注腳
1. 1 2 3 4 5  . 週刊JR全駅・全車両基地 (朝日新聞出版). 2012-09-23, (07): 24.
2. 1 2 3 4 5 6 7  弓削信夫. . 葦書房. 1993-10-15: 195–197. ISBN 4751205293.
3. ↑  日本國有鐵道旅客局(1984)『鉄道・航路旅客運賃・料金算出表 昭和59年４月20日現行』。
4. ↑  鐵輪、p.49。
5. ↑  九州鐵道行事站在1895年（明治28年）4月1日啟用，該站位於行橋站447米之外，隨後豐州鐵道行橋站啟用時，行事站延伸至行橋站，使行事站廢止[2]。只一方面，在另一份資料中提及1897年（明治30年）9月25日行事站改名為行橋站[4]。
6. ↑  鐵輪，p.57。
7. ↑  鐵輪，p.65。
8. ↑  鐵輪、p.83。
9. ↑  鐵輪，p.97。
10. ↑  鐵輪，p.181。
11. 1 2  . 鐵道雜誌 (鐵道雜誌社). 1998-10, 32 (10): 86.
12. ↑  . 西日本新聞（晨報） (西日本新聞社). 1999-08-29: 24.
13. ↑  . 交通新聞 (交通新聞社). 2009-03-03: 1.
14. ↑  . 毎日新聞（地方版・福岡） (毎日新聞社). 2009-03-31: 23.
15. ↑  . 西日本新聞（朝刊） (西日本新聞社). 2009-03-31: 18.
16. ↑  行橋駅構内図 （页面存档备份，存于） - JR九州（資料截至2019年3月，2020年4月13日參閱）
17. ↑  SUGOCA 利用可能エリア （页面存档备份，存于） 九州旅客鐵道，截至平成28年3月26日（2016年10月5日參閲）。
18. ↑   (PDF). 九州旅客鐵道.   [2018-07-13]. （原始内容存档 (PDF)于2019-12-06）.
19. ↑  不計算與鹿兒島本線重疊區間與小倉站
20. 1 2  鉄道を未来につなぐために（令和元年度版） ︳ へいちくネット（平成筑豊鉄道） （页面存档备份，存于）（日語） 各站上落人次調査結果

## 外部連結
- 行橋（車站資訊） - 九州旅客鐵道
- 平成筑豐鐵道、行橋站 （页面存档备份，存于）（平成筑豐鐵道沿線情報網頁）